# Biserica Sfinții Voievozi din Huși

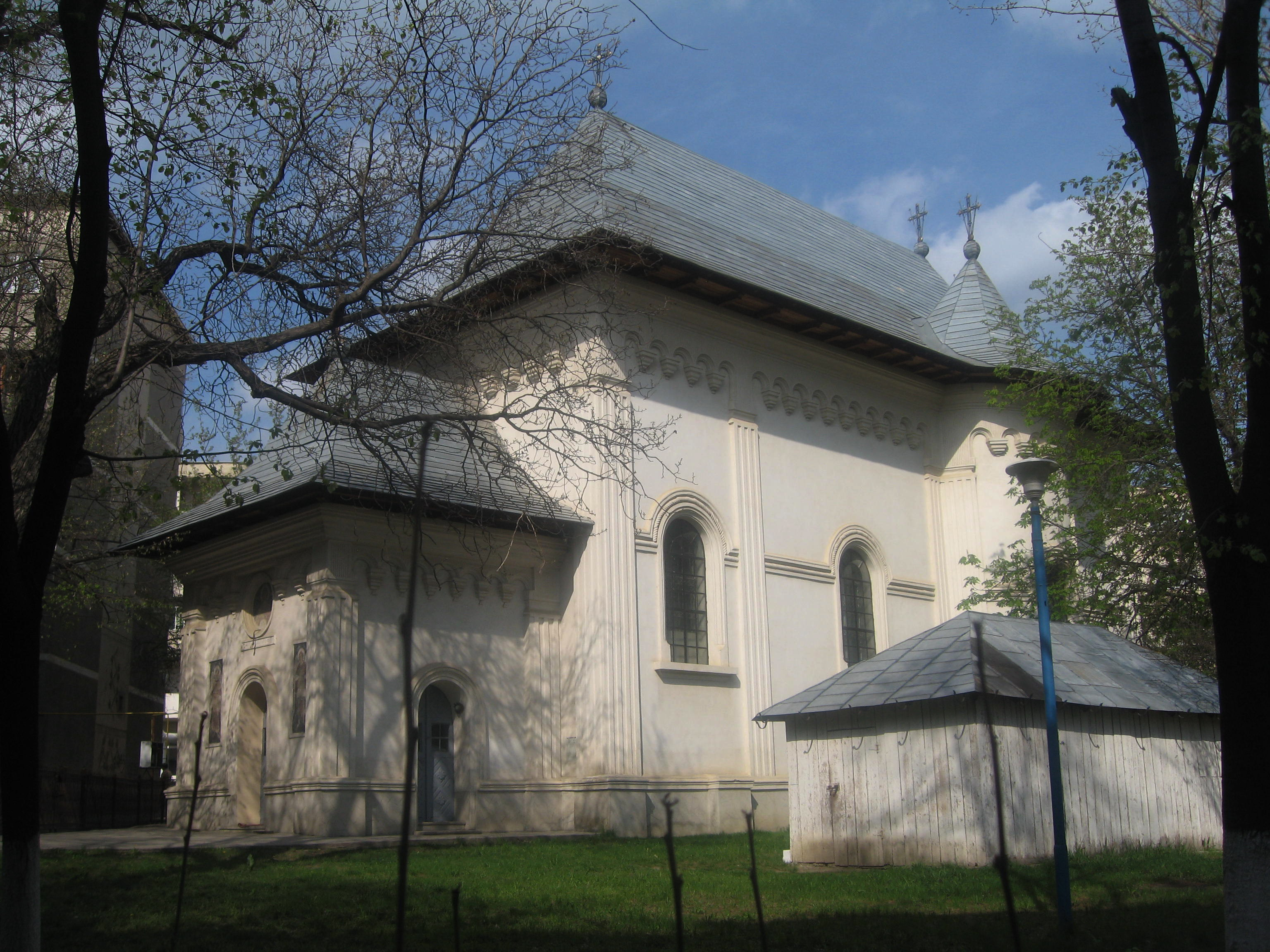
Biserica "Sf. Voievozi" din Huși

Biserica "Sf. Voievozi" din Huși este o biserică ortodoxă construită între anii 1849-1855 de către breasla negustorilor bogasieri din orașul Huși (județul Vaslui). Ea se află situată pe str. Eroilor nr. 10.
Ansamblul bisericii "Sf. Voievozi" din Huși se află pe Lista Monumentelor Istorice din județul Vaslui din anul 2004, având codul  VS-II-a-B-06832 și fiind format din 2 obiective: 
- Biserica "Sf. Voievozi" - datând din perioada 1849-1855 și având codul VS-II-m-B-06832.01;
- Turnul clopotniță - datând din perioada 1850-1857 și având codul VS-II-m-B-06832.02.

## Istoric
Biserica "Sf. Voievozi" din Huși a fost construită în perioada 1849-1855 prin osteneala protoiereului Ieremia Folescu și pe cheltuiala breslei negustorilor bogasieri, pe locul altei biserici mai vechi, construită din paiantă pe la 1770.  Bogasierii erau negustori de articole de manufactură, în special de pânzeturi fine pentru căptușeli de haine. În acele vremuri, ea străjuia piața și centrul orașului. 
Pe peretele sud-vestic al bisericii se află o placă de marmură cu un pomelnic scris în limba română cu caractere slavone, având următorul text: "Răposații Gheorghii, (Sofie), Dafina, Zoița, Eleana, Parascheva, Smaranda, Teodor, Vasile, Danil, Dimitrie, Sofie, Vasilie, Teodosie, Smaranda și tot niamu lor. 1831 iulie 10". Pe peretele vestic, deasupra intrării în biserică, se află o altă placă cu următoarea inscripție cu caractere chirilice: "anu 1855 maiu 31".
În anul 1849, în timpul construcției acestei biserici, episcopul Sofronie Miclescu (1826-1851) inițiase o serie de lucrări de renovare a ansamblului Catedralei Episcopale din Huși, împrejmuind terenul cu un zid înalt și gros din cărămidă și construind chilii pentru personalul administrativ. Cu acel prilej, el a dispus să se confecționeze o catapeteasmă nouă a bisericii catedrale. Catapeteasma veche, înnoită în 1784 de episcopul Iacov Stamate (1782-1792), a fost dăruită Bisericii "Sf. Arhangheli" aflată pe atunci în construcție.  Lucrările de construcție au fost finalizate în 1855 , iar biserica a fost sfințită de episcopul Meletie Istrati (1851-1857).
În 1873, biserica a suferit o serie de avarii în urma unui incendiu, fiind reparată în 1922. Cutremurul din 10 noiembrie 1940 a produs bisericii numai ușoare crăpături, această biserică fiind singurul lăcaș de cult din Huși, alături de biserica schitului Vovidenia, în care s-a putut oficia liturghia din acea duminică.  Lucrări de reparații au fost efectuate și în perioadele 1941-1942, 1965-1966, 1977, 1990 și 1990-1994. Biserica a fost pictată de către zugravul bisericesc Ion Ionescu.
Pe partea de sud a bisericii se află un turn clopotniță cu două etaje, construit între anii 1850-1857. La rândul său, și turnul a suferit lucrări de reparații în perioadele 1941-1942, 1965-1966 și 1977.
În prezent, biserica este încadrată între blocuri, într-un spațiu care o dezavantajează în arhitectonica orașului.

## Imagini

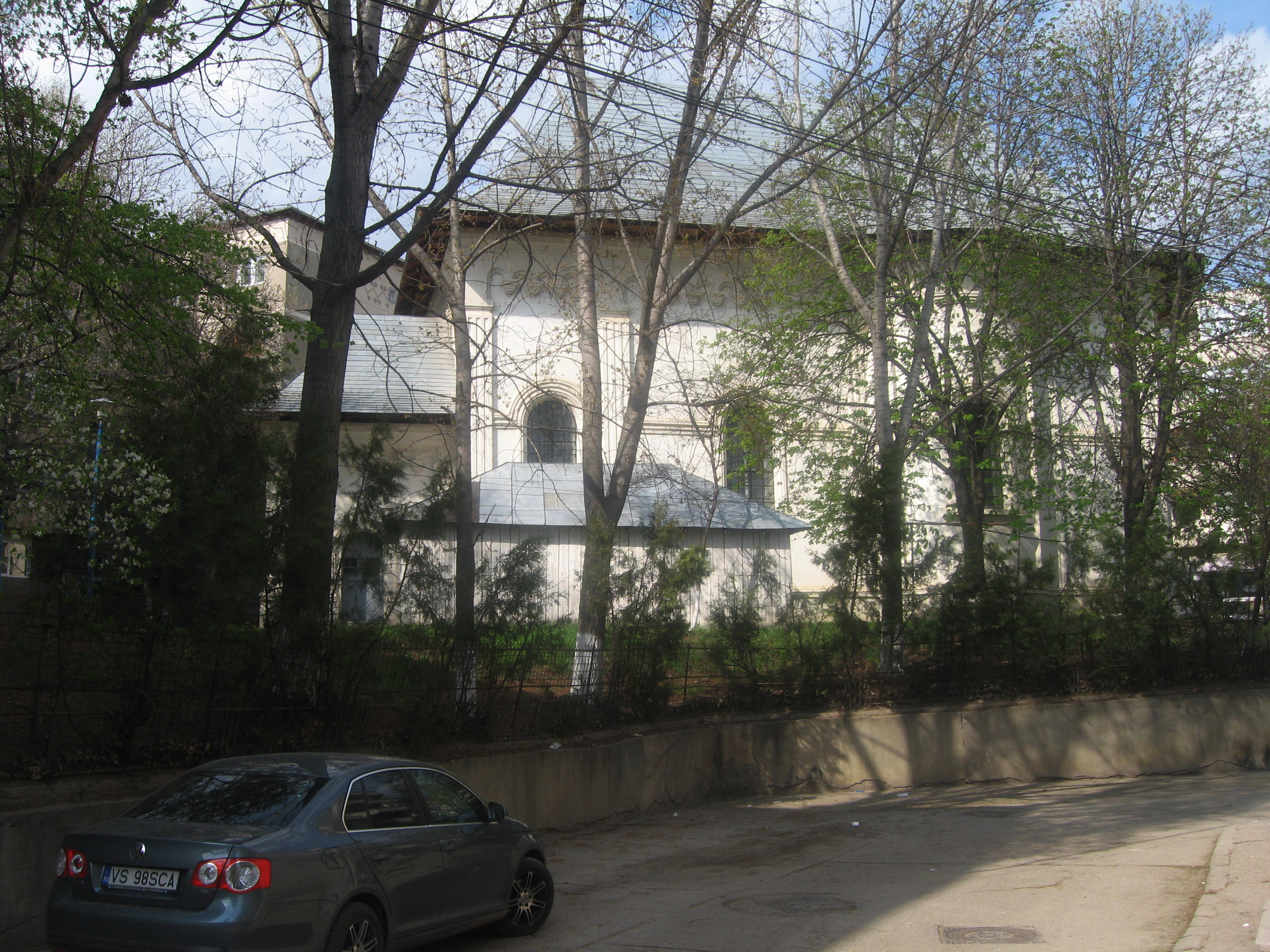
Vedere a bisericii de pe latura sudică
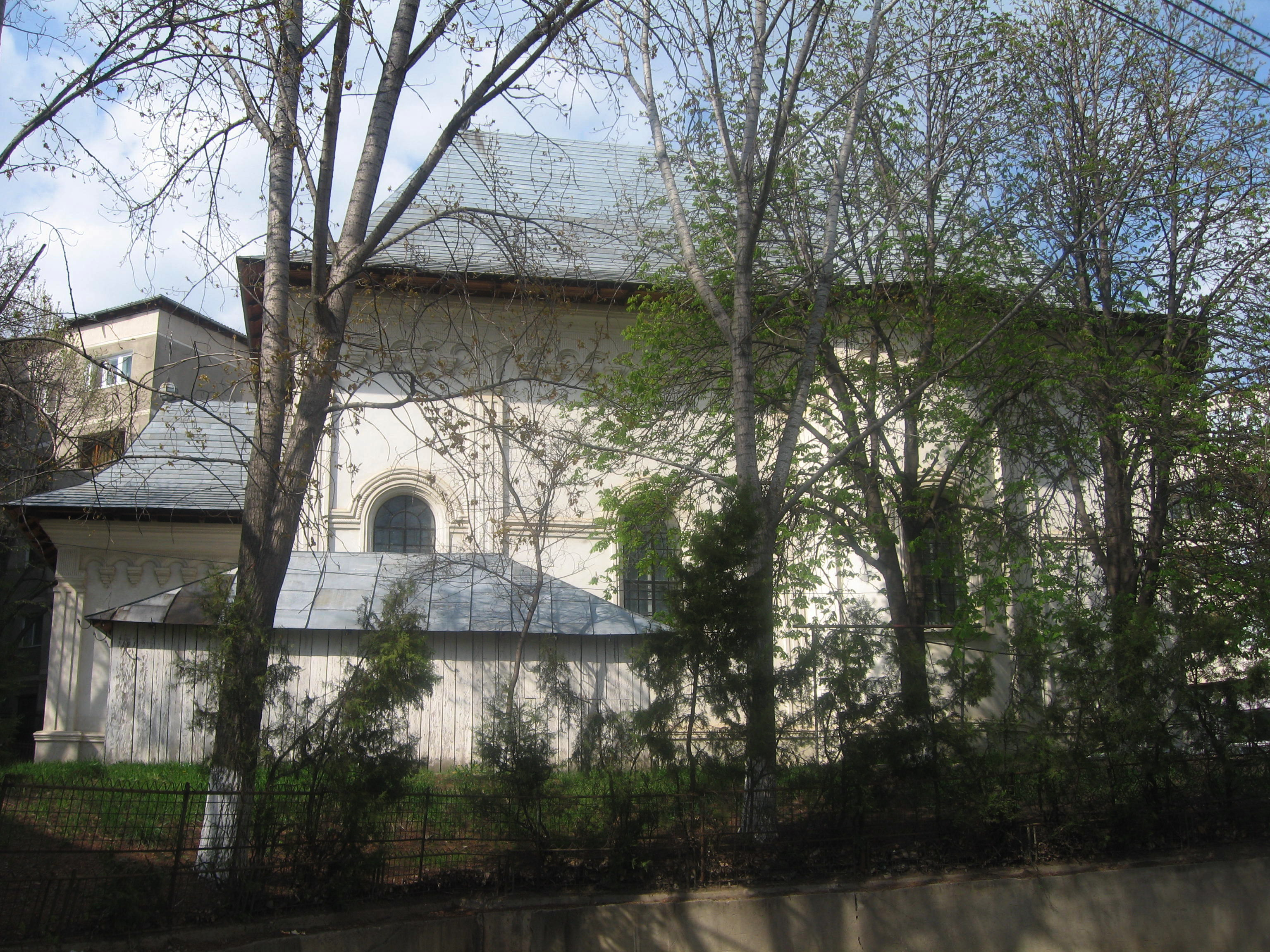
Latura sudică a bisericii
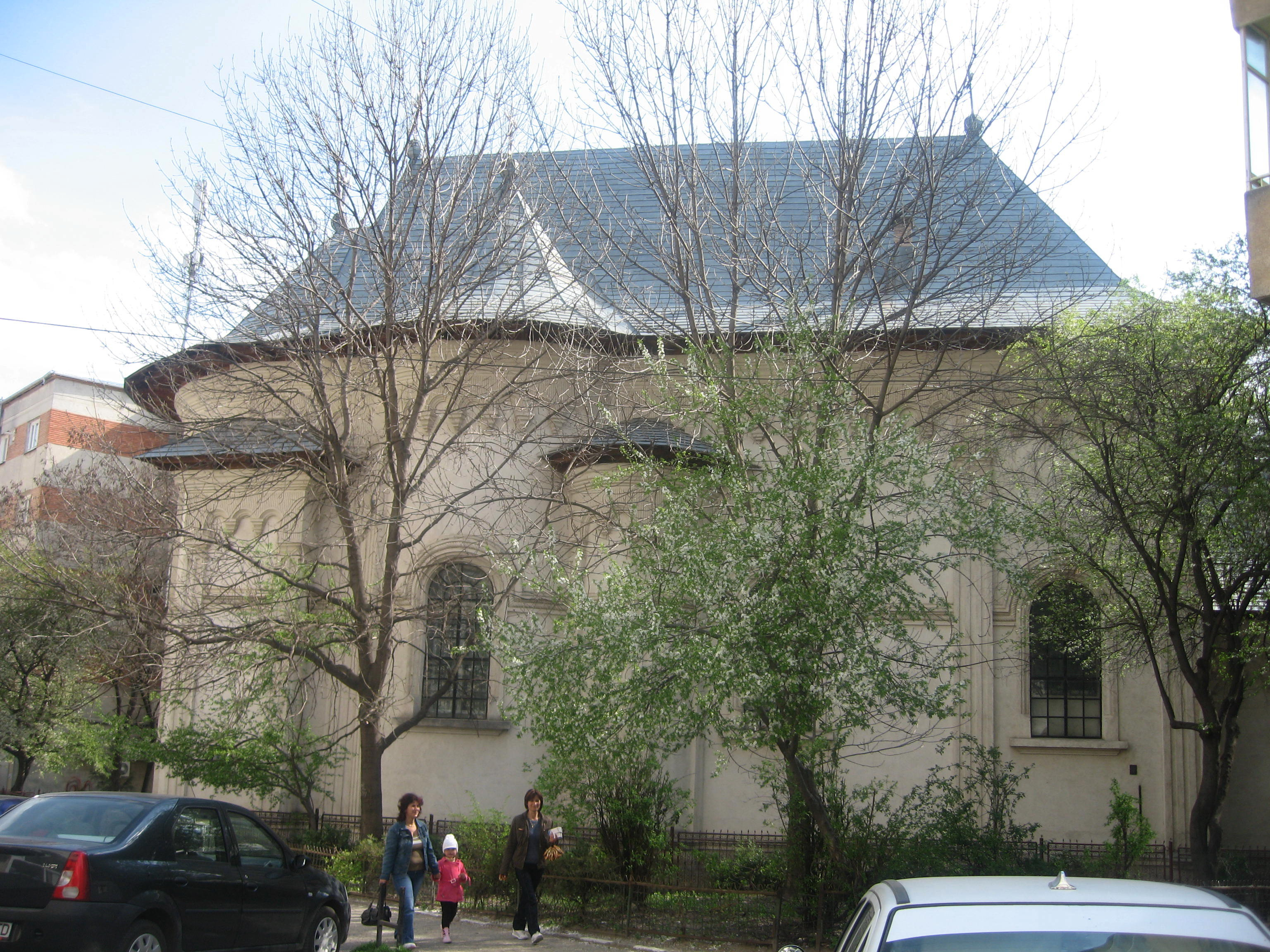
Vedere a bisericii de pe latura nordică
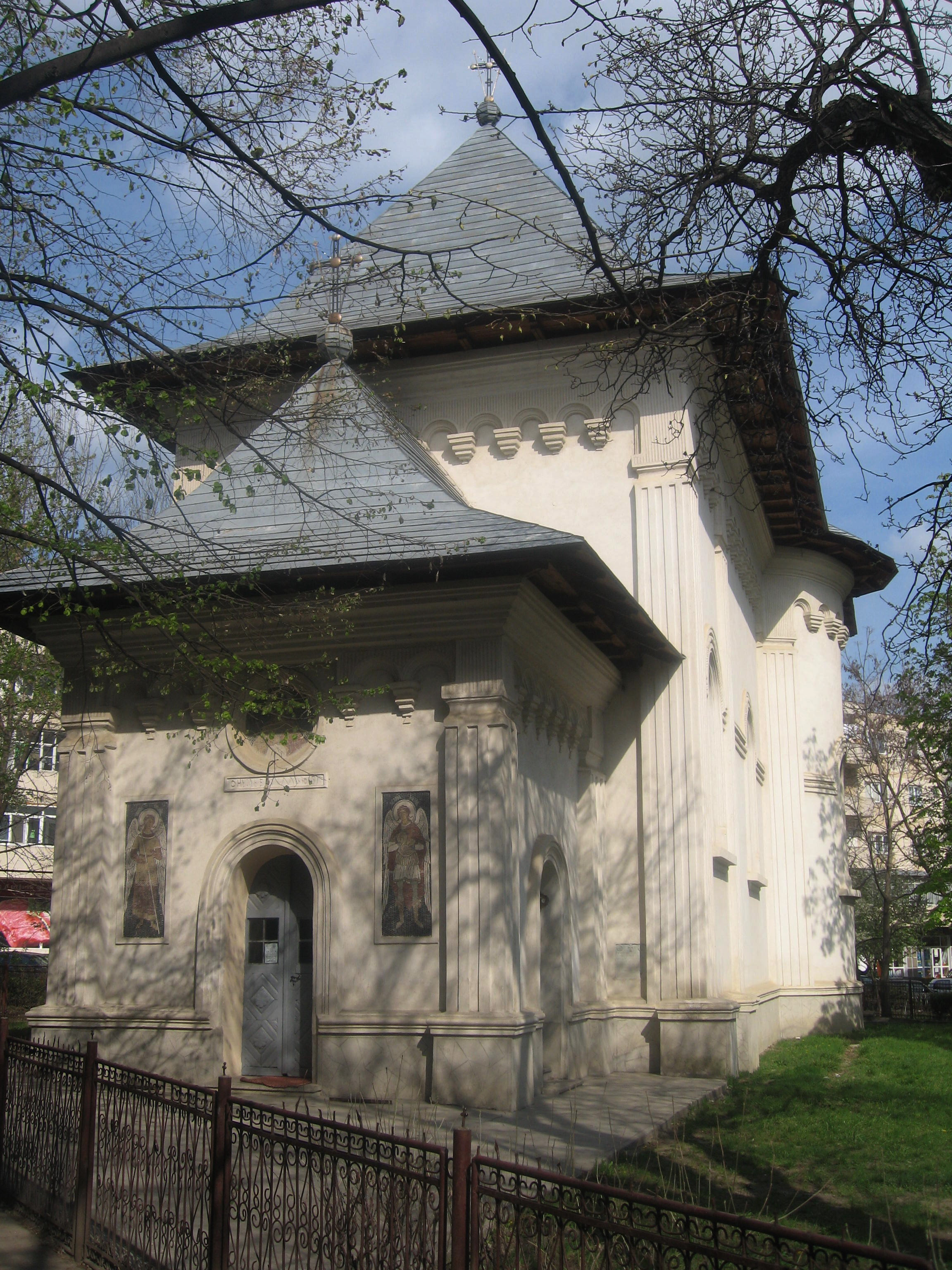
Intrarea în biserică de pe latura de vest
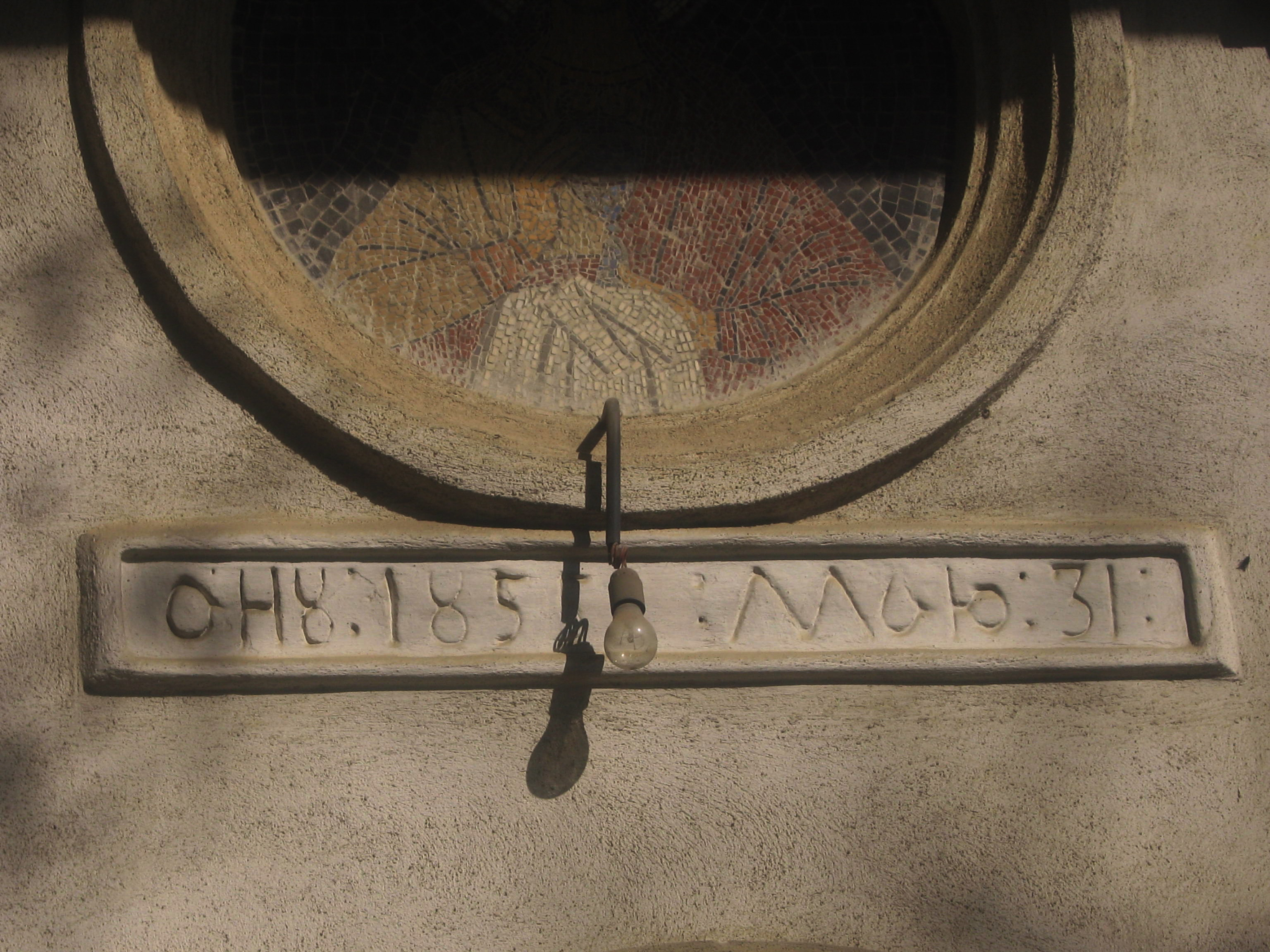
Inscripția aflată deasupra intrării în biserică
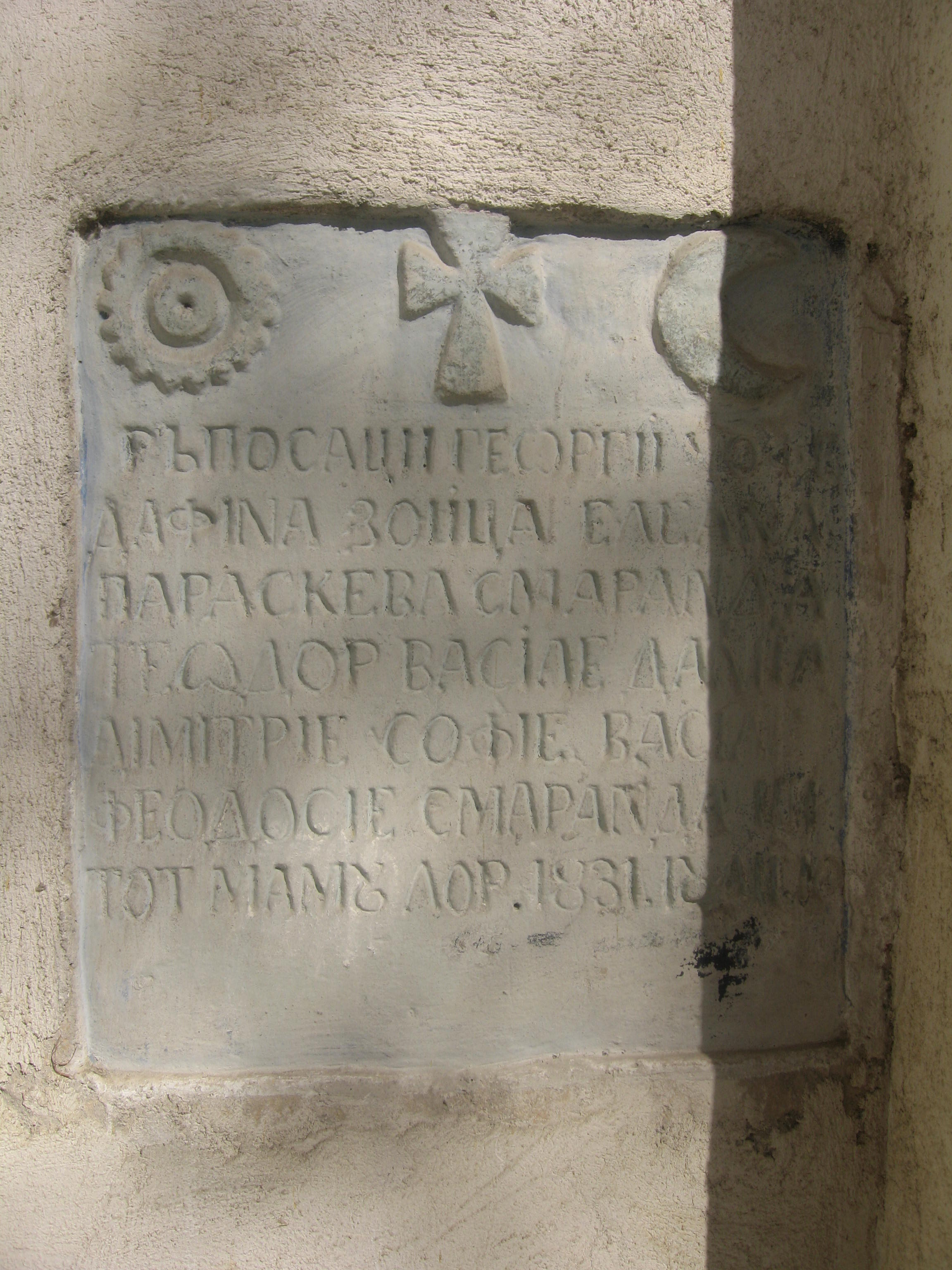
Pomelnicul de pe peretele bisericii
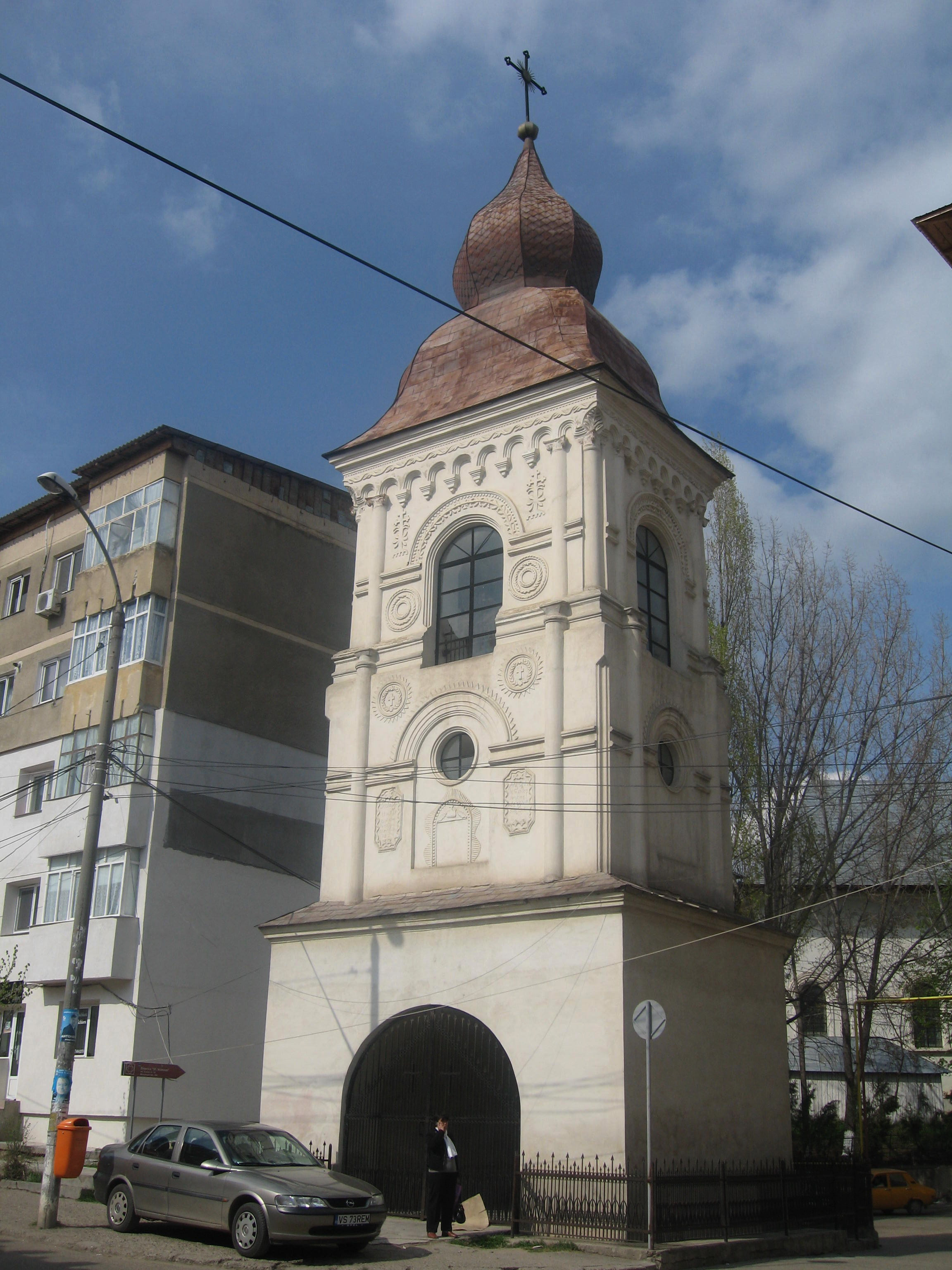
Turnul clopotniță